# Markthalle

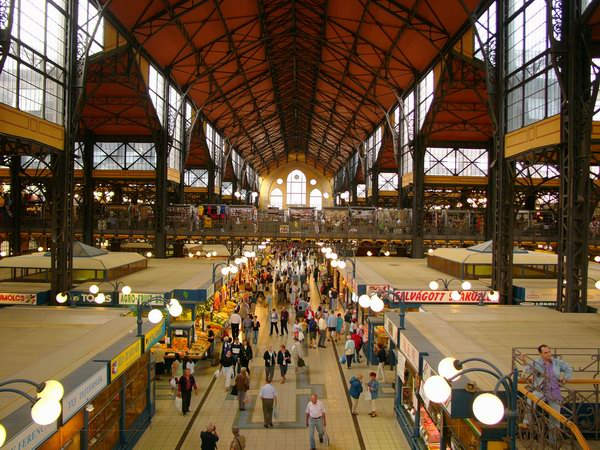
Große Markthalle in Budapest

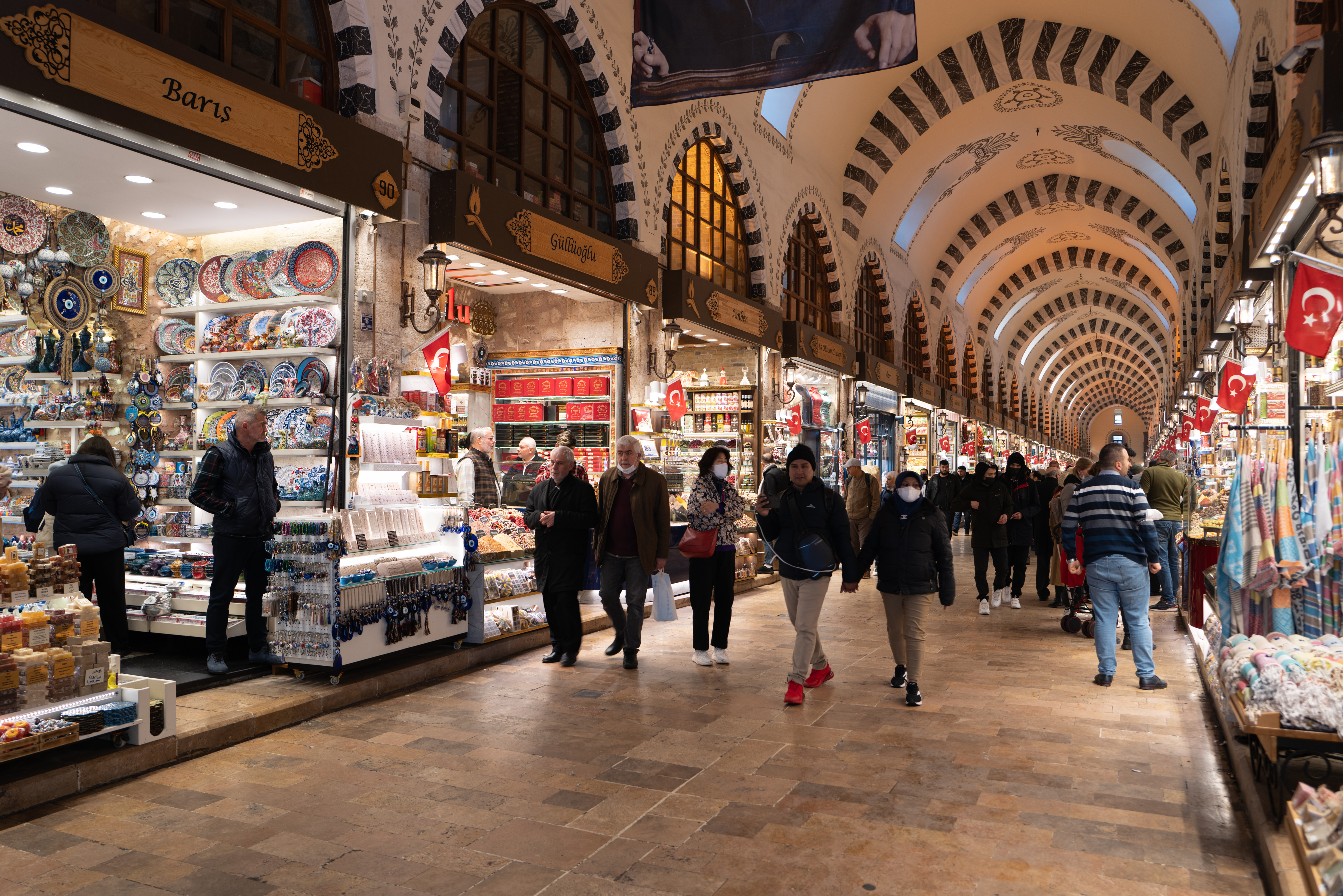
Der Mısır Çarşısı in Istanbul ist für seine große Auswahl an Gewürzen bekannt

Eine Markthalle ist ein Marktplatz, auf dem innerhalb eines Gebäudes ein Markt stattfindet. Anders als in Einkaufszentren, bieten die Verkäufer ihre Waren in der Regel an Ständen an. Eine Reihe von Markthallen gelten mittlerweile als Touristenattraktion, was entweder am Angebot oder an der Architektur der jeweiligen Halle liegt.
In Asien findet man unter der Bezeichnung Basar sowohl Märkte in Gebäuden als auch Straßenmärkte.

## Geschichte

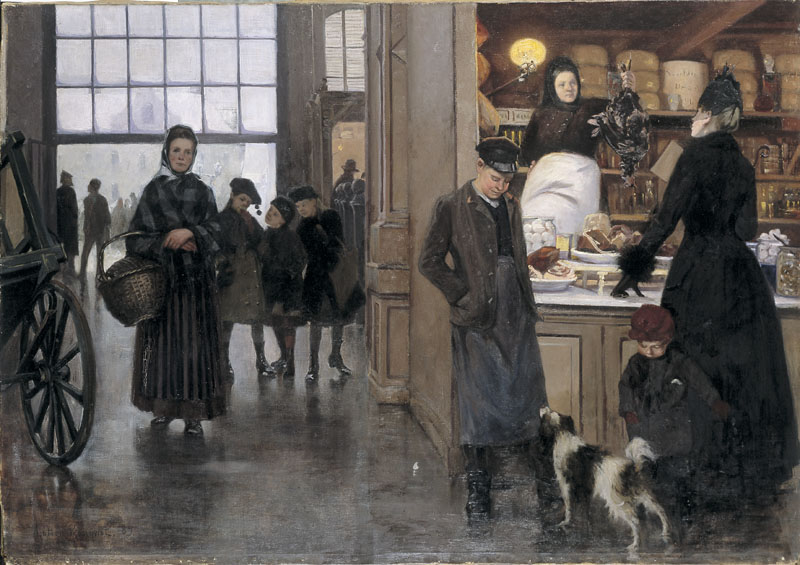
Die schwedische Hötorgshalle, Gemälde von Lotten Rönquist, 1889

Märkte wurden im Mittelalter und der frühen Neuzeit entweder im offenen Untergeschoss eines Rathauses, in einer eigens dafür errichteten offenen Fachwerkkonstruktion (eben der Markthalle) oder in sogenannten Schmetterhäusern abgehalten. Einige bedeutende erhaltene Bauwerke aus dieser Zeit sind noch in der Bretagne zu finden.

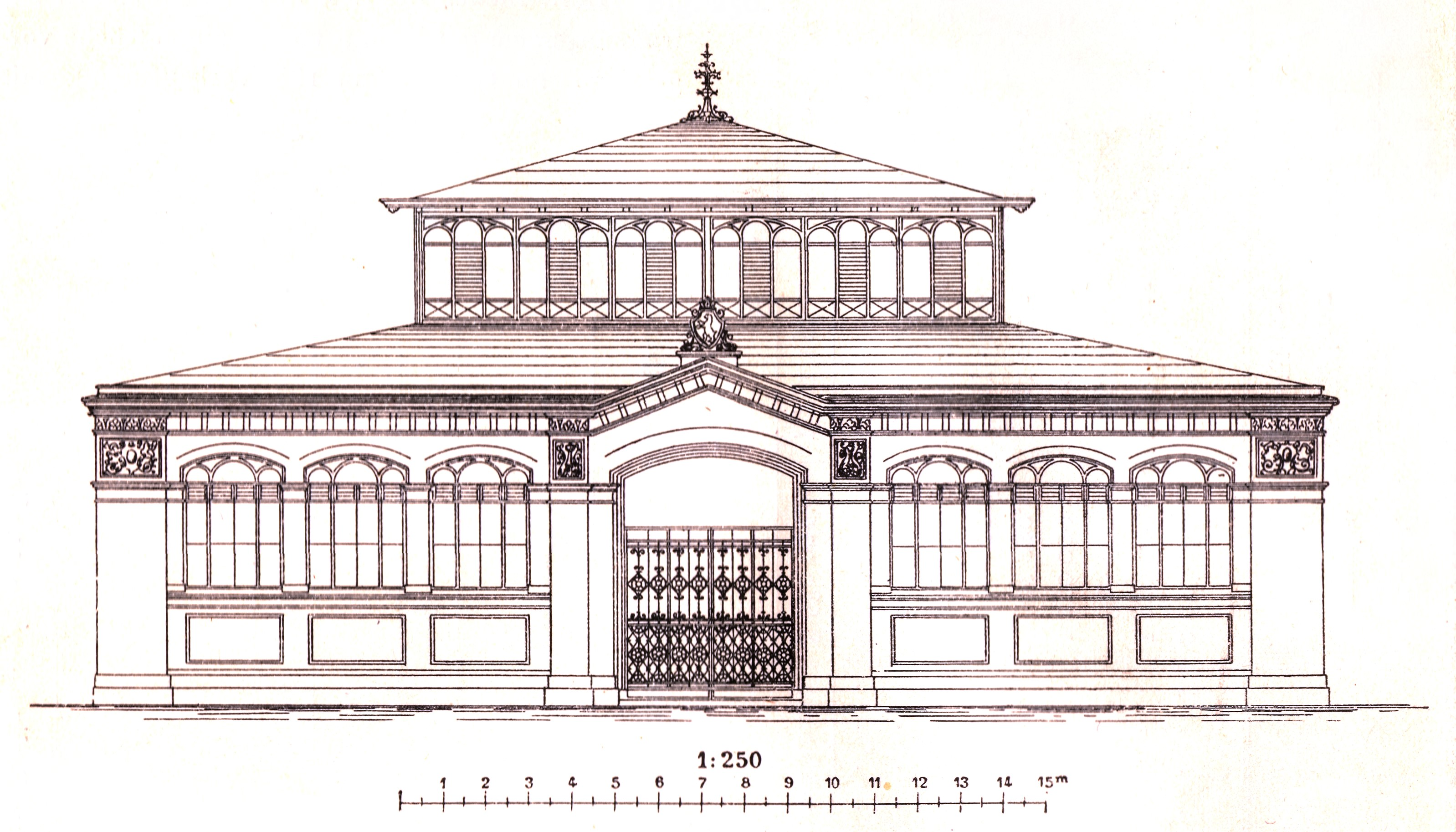
Fassade der Markthalle V an der Schmalseite (1888)

Seit Beginn der Industrialisierung im 18. Jahrhundert werden Märkte aus hygienischen Gründen in festen Hallengebäuden abgehalten. Die Erste Berliner Markthalle wurde 1865 bis 1867 als erste Markthalle in Berlin errichtet, jedoch bereits wenige Jahre später wieder geschlossen und später als Theater genutzt.
Mit der Entstehung von Großmärkten in der Gründerzeit entwickelten sich Großmarkthallen in der Bauform der Halle oder des Pavillons, die der Versorgung regionaler Großverbraucher und Einzelhändler mit Frischware dienen.
Der Magistrat von Berlin leitete Ende des 19. Jahrhunderts ein Markthallen-Bauprogramm für alle Berliner Bezirke ein. Bestes Beispiel hierfür war die ehemalige freistehende Markthalle V von 1888 auf dem Magdeburger Platz in Berlin-Tiergarten.
Mittlerweile sind Markthallen, wie z. B. die Markthalle IX in Berlin, auch von touristischem Interesse und werden regelmäßig in Reiseführern beschrieben, als Empfehlung auf Bewertungsplattformen wie Tripadvisor bewertet und als Reisetipp in Printmedien genannt.

## Fischmärkte

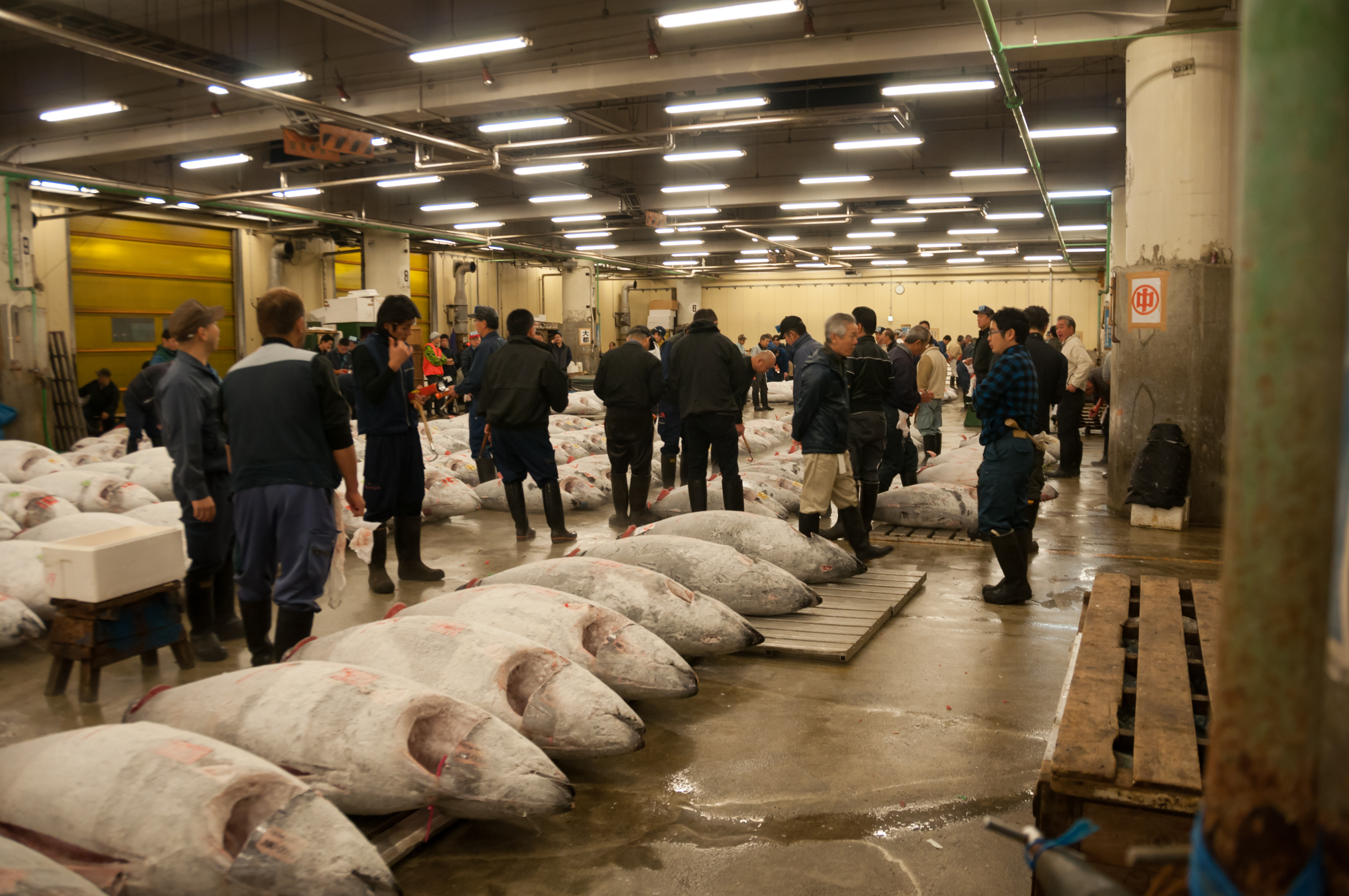
Innenansicht des Tsukiji-Fischmarktes in Chūō, Tokio

Oft sind Fischmärkte in einem Teilbereich der Markthallen zu finden, mitunter werden sie jedoch auch separat abgehalten. Fischmärkte auf den Straßen sind mittlerweile in vielen Ländern eher unüblich, haben jedoch oft zur Benennung öffentlicher Plätze geführt, wie z. B. beim Fischmarkt (Augsburg), Fischmarkt (Erfurt) oder auch dem Fischmarkt (Luxemburg).
Der größte Fischmarkt der Welt ist der Tsukiji-Fischmarkt in Japan, gefolgt von dem Fulton Fish Market in New York.
Der Fischmarkt im belgischen Brügge ist ein typisches Beispiel für einen Straßenmarkt, der im 18. Jahrhundert in einem eigens dafür geschaffenen Gebäude untergebracht wurde, welches mittlerweile als Kulturgut unter Denkmalschutz steht.

## Liste von Markthallen

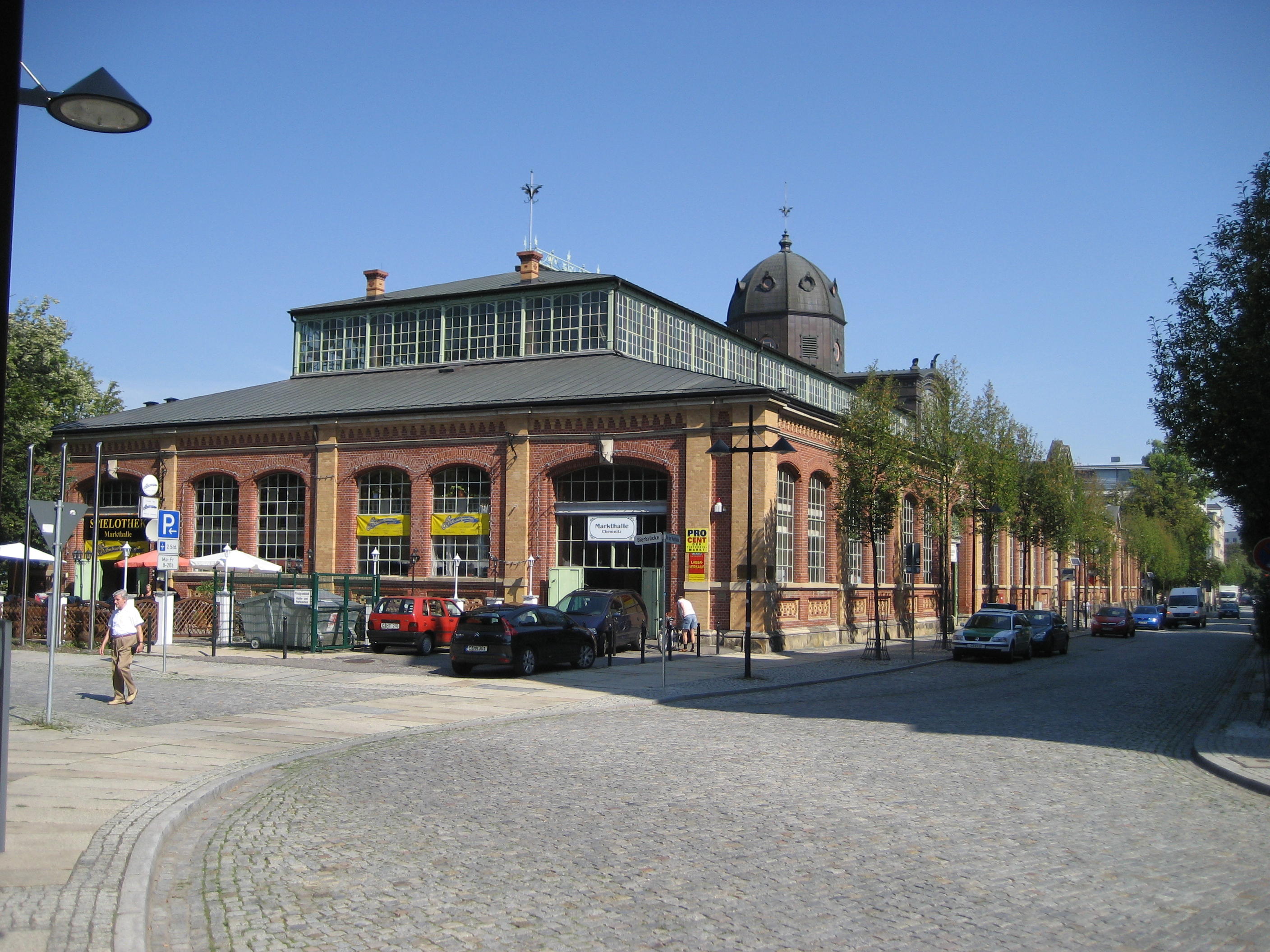
Markthalle Chemnitz

Bei den folgenden Beispielen handelt es sich um eine Auswahl ohne Anspruch auf Vollständigkeit;

### Europa

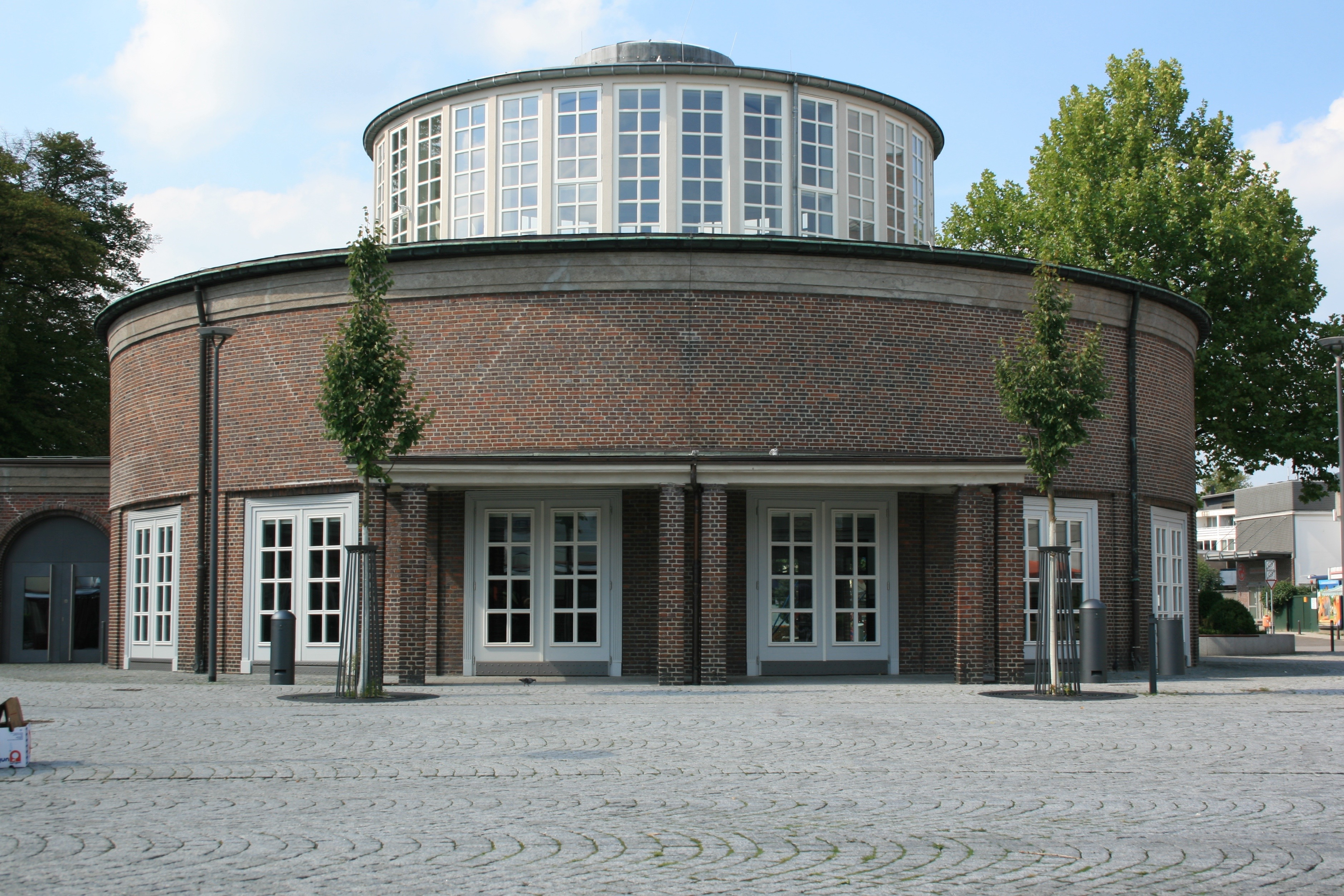
Markthalle Delmenhorst

#### Deutschland
- Stadtmarkt (Augsburg)
- Markthalle (Chemnitz)
- Markthalle Delmenhorst
- Neustädter Markthalle, Dresden (zurzeit als Einkaufszentrum)
- Kleinmarkthalle Frankfurt
- Fischauktionshalle, Hamburg
- Markthalle Hannover
- Markthalle (Herford)
- Markthalle Kassel
- Großmarkt, Köln
- Kohlrabizirkus und Zentralmarkthalle, Leipzig
- Großmarkthalle und Schrannenhalle, München
- Markthalle Sonthofen
- Markthalle Stuttgart

#### Frankreich
- Markthalle (Auvillers-les-Forges)
- Markthalle Calmont (Aveyron)
- Markthalle (Combret)
- Markthalle (Eaubonne)

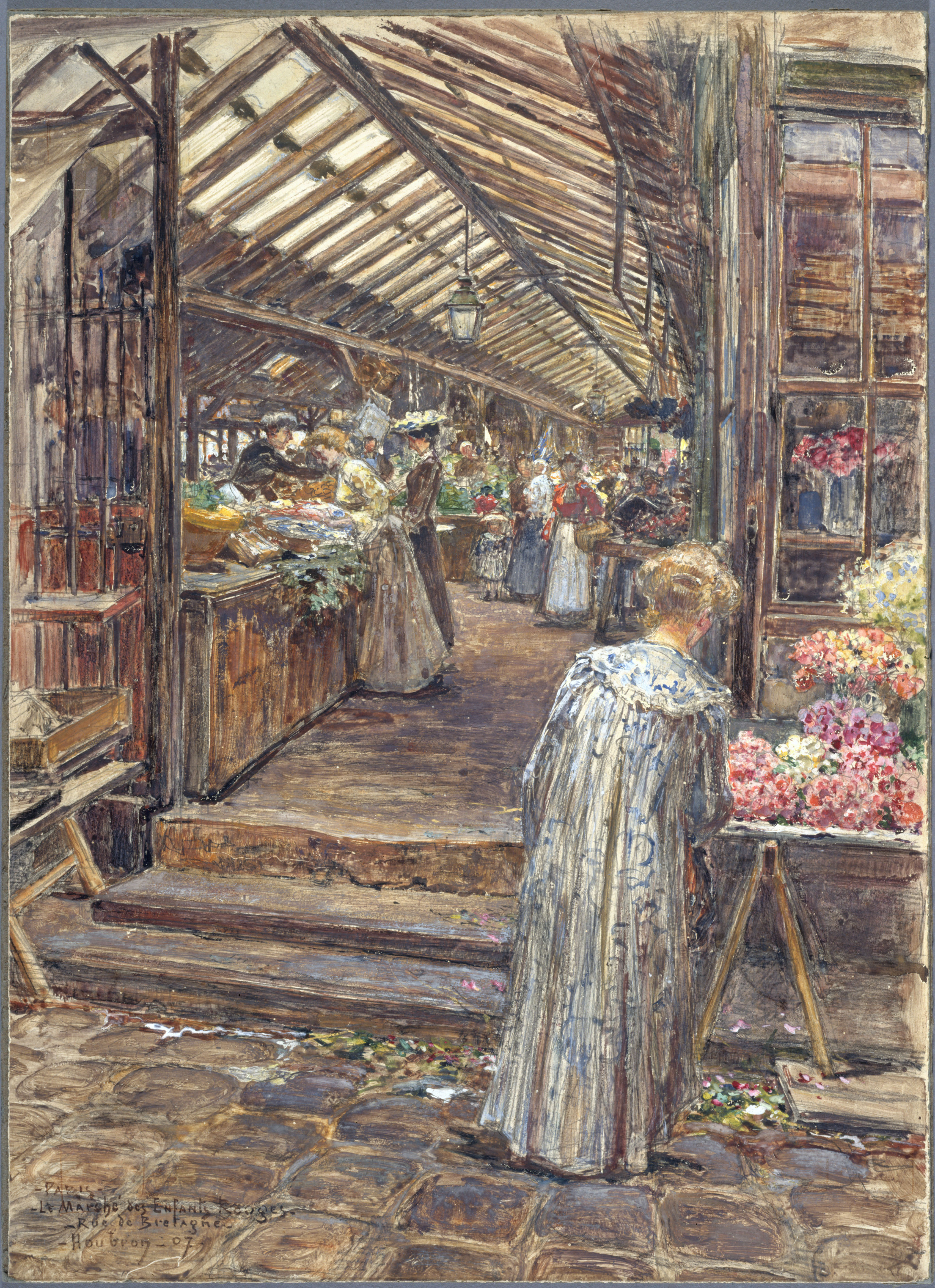
Historische Darstellung des „Marché des Enfants Rouges“ in Paris, Frédéric Houbron, 1907

- Markthalle Grenade (Haute-Garonne)
- Markthalle (Lesmont)
- Markthalle Murat (Cantal)
- Markthalle Piney (Aube)
- Markthalle Revel (Haute-Garonne)
- Markthalle Saint-Jean-aux-Bois (Ardennes)
- Markthalle (Saint-Martin-Valmeroux)

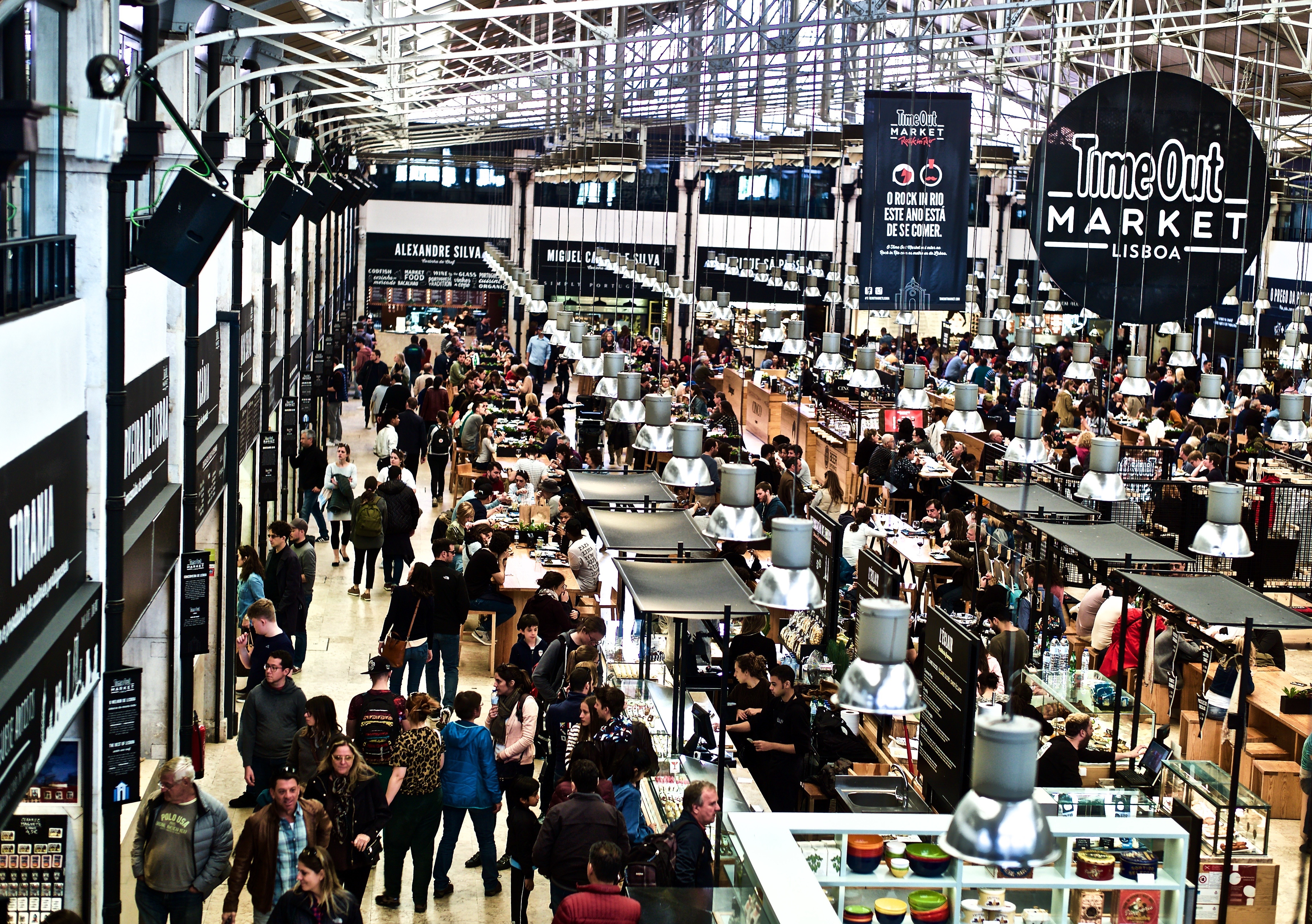
Der „Mercado da Ribeira“ in Lissabon, gilt mittlerweile als Sehenswürdigkeit

- Markthalle (Wasigny)
- Marché des Enfants Rouges, Paris

#### Griechenland
- Athener Markthalle im Stadtteil Varvakios[1]

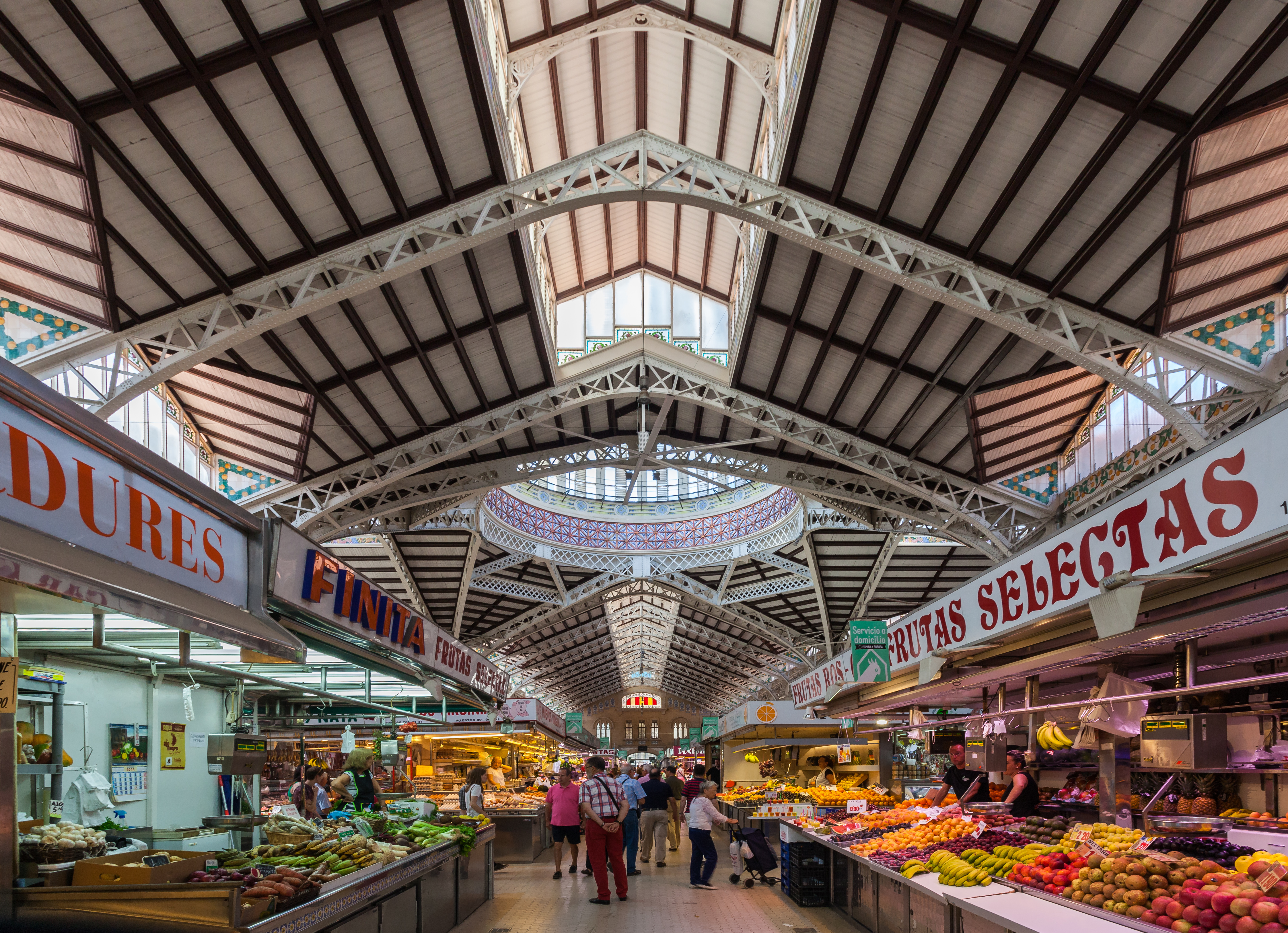
Zentralmarkt in Valencia

- Modiano-Markt, Thessaloniki

#### Österreich
- Markthalle Lendplatz, Graz
- Markthalle (Linz)
- Phorushalle, Markthalle Nußdorfer Straße, Markthalle Stadiongasse[5] und Zedlitzhalle[5], Wien

#### Polen
- Browary Warszawskie, Hale Mirowskie und Hala Koszyki, Warschau[6]
- Markthalle (Breslau)

#### Schweden
- Hötorgshalle, Östermalmshalle und Södermalmshalle, Stockholm

#### Schweiz
- Markthalle Basel
- Markthalle (Zofingen)

#### Spanien

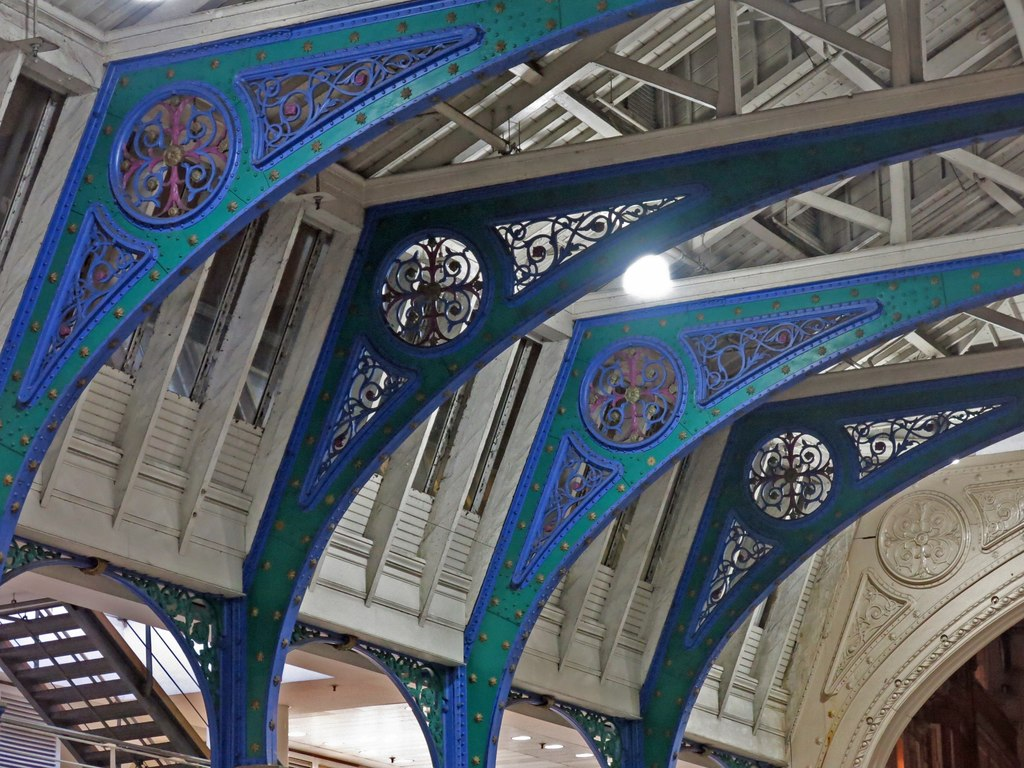
Deckenkonstruktion des Smithfield Market, London

- Mercat de la Boqueria in Barcelona[1]
- Zentralmarkt in Valencia[7]
- Markthalle Ost  in Santander

#### Vereinigtes Königreich
- Borough Market, Leadenhall Market und Smithfield Market (größter Fleischmarkt Europas), London
- Markthalle (Salisbury)

#### Weitere Markthallen (Europa)
- Hale Mirowskie, Helsinki

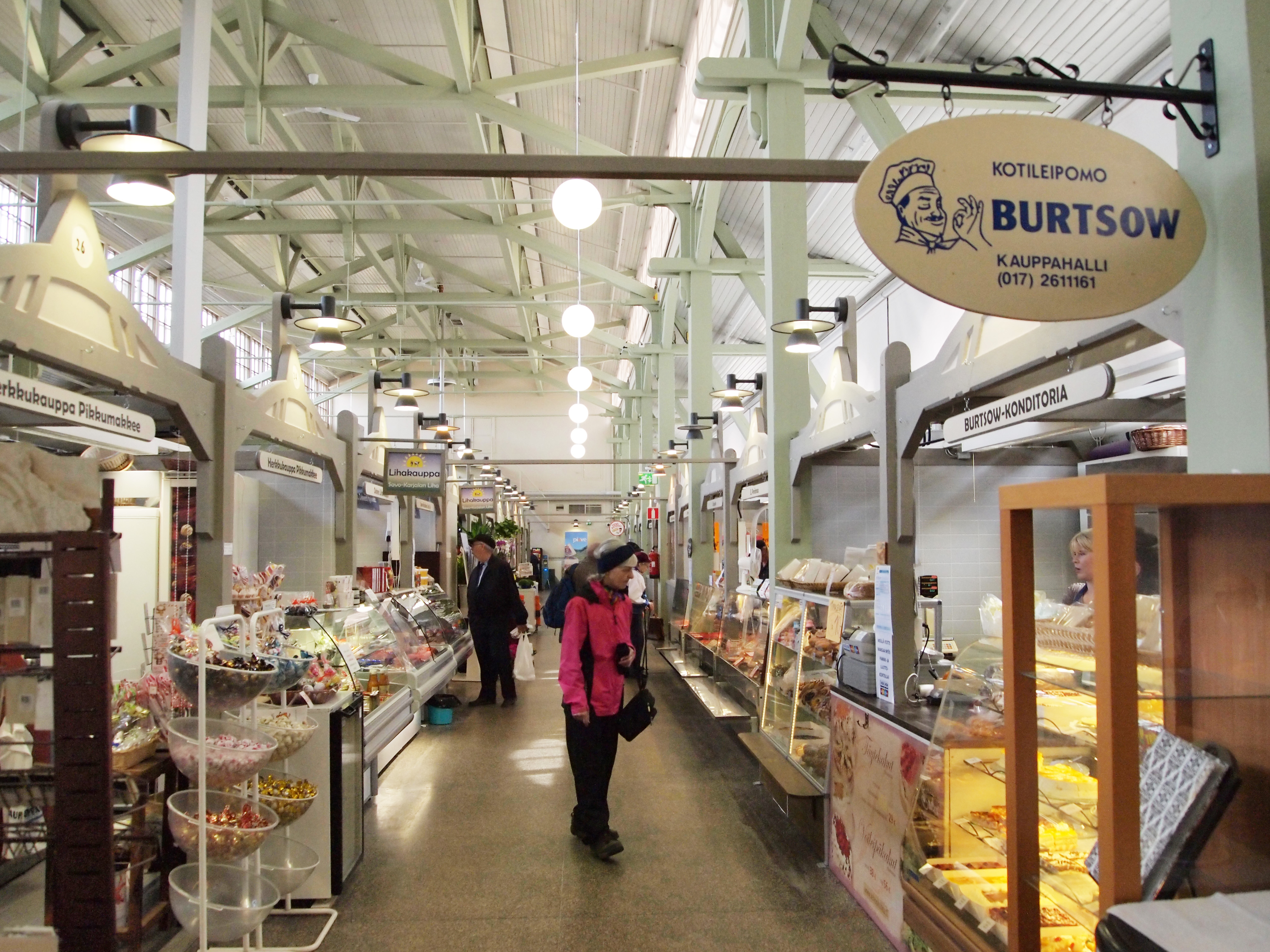
Markthalle in Kuopio, Finnland

- Markthallen auf dem Israel-Platz in Kopenhagen
- Basmanny-Markthalle, Moskau
- Zentralmarkt Riga
- Große Markthalle, Budapest[1]
- Bessarabska-Markthalle, Kiew
- Markthalle, Rotterdam[1]
- Mercado da Ribeira, Lissabon[1]
- Mercato Centrale, Florenz[1]

### Bekannte Markthallen außerhalb von Europa

#### Asien
- Mahane Yehuda Market, Jerusalem, Israel[1]
- Mısır Çarşısı, auch als „Gewürzbasar“ bekannt, Istanbul, Türkei[1]
- Mercado Municipal (Baucau), Osttimor

#### Nordamerika

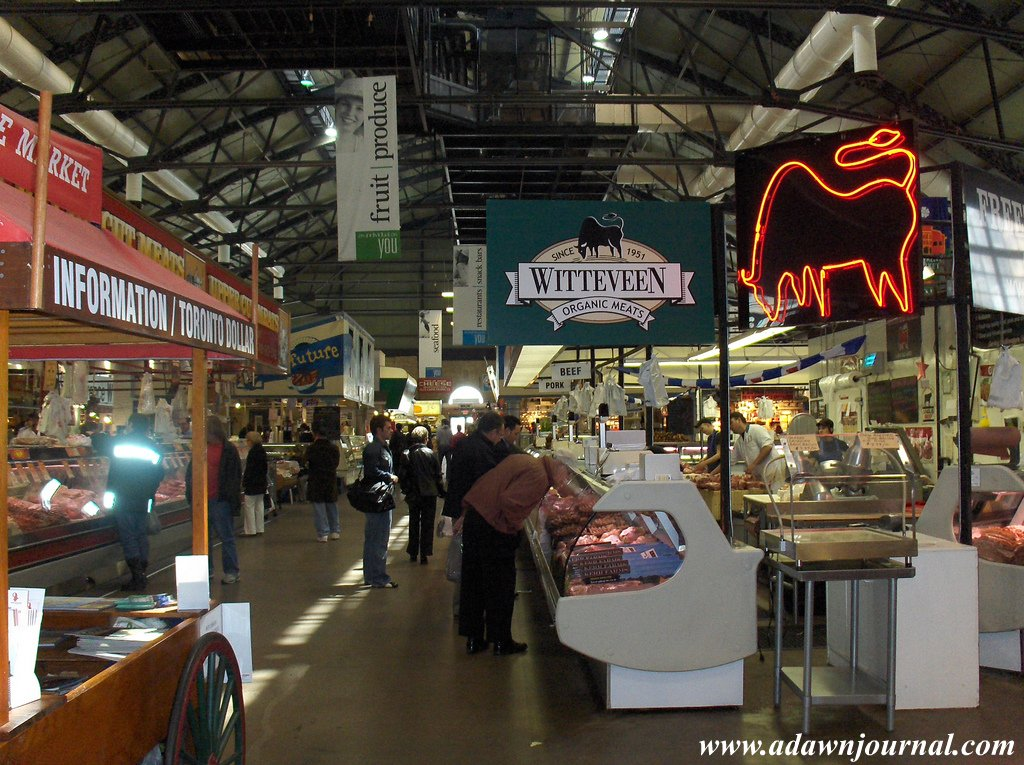
Innenansicht des kanadischen St. Lawrence Market, Toronto

- Marché Bonsecours, Montreal, Kanada
- St. Lawrence Market, Toronto, Kanada
- Farmers Market, Los Angeles, USA
- Central Market, Lancester, USA